# Julio Baghy
Julio Baghy (* 13. Januar 1891 in Szeged; † 18. März 1967 in Budapest; eigentlich: Gyula Baghy) war ein ungarischer Autor und Schauspieler. Einige seiner Novellen und Gedichte erschienen in diversen Sprachen. Er war ein Esperanto-Lehrer und Anhänger der Esperanto-Bewegung und fungierte als Vizepräsident der Esperanto-Akademie.

## Lebenslauf

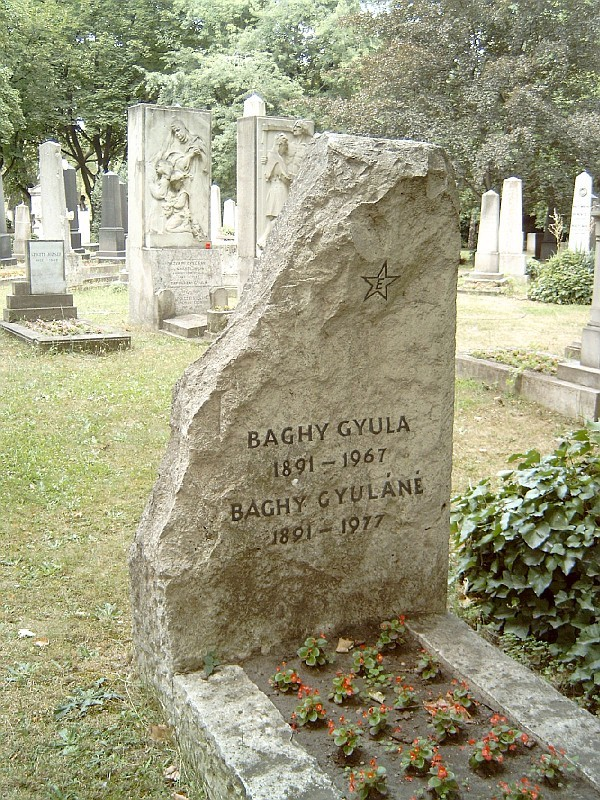
Grabstein von Baghy

Sein Vater war Dramenschauspieler und seine Mutter Theatersouffleuse. Nach seiner Schulzeit wurde er auch Schauspieler und Regisseur diverser Theater. Der Krieg unterbrach aber seine Karriere und er verbrachte sechs Jahre in sowjetischer Kriegsgefangenschaft. Schon während seiner Jugend waren in ungarischen Zeitungen viele Gedichte und Novellen von ihm erschienen. 1911 stieß er auf Esperanto, dessen Grundidee ihn sofort faszinierte. Seine ausgedehnte Esperanto-Tätigkeit begann er schon im sibirischen Kriegsgefangenenlager, wo er viele Kurse für Leute ganz unterschiedlicher Herkunft durchführte. Nach seiner Rückkehr nach Ungarn nach dem Krieg wurde er zu einer der wichtigsten Personen der Esperanto-Bewegung und organisierte zahlreiche Esperantokurse jeden Niveaus, Literaturabende etc.
Baghy war mehrmals Schauspieler und Regisseur der Theateraufführungen, die während der Esperanto-Weltkongresse stattfanden. Für die Reorganisation der internationalen Esperanto-Bewegung hatte er Ideen, die er im "Publika letero" 1931 vorstellte. Baghy arbeitete am Ziel, das geistige Niveau der Esperantogemeinschaft zu erhöhen. In diese Richtung zielte auch sein Vorstoß, L. L. Zamenhofs Geburtstag als „Tag des (Esperanto-)Buches“ festzulegen. Charakteristisch für Baghys Werke war der Leitsatz „Liebe erzeugt Frieden, Friede erhält die Menschheit, und die Menschheit ist das höchste Ideal“.
Baghy arbeitete für viele Esperanto-Zeitungen und war bei der „Literatura Mondo“ bis 1933 als Chefredakteur tätig.
Baghys Werke wurden ab den 30er Jahren (Versband „La vagabondo kantas“ und Roman/Karikatur „Verdaj Donkiĥotoj“) jedoch immer kritischer und satirischer, bis er schließlich zu einem harschen Kritiker der Esperanto-Bewegung wurde.

## Gedichte
Seine ersten Gedichte verfasste Baghy in seiner russischen Kriegsgefangenschaft. Zamenhof und sonstige frühere Esperanto-Dichter waren durch die knappen Möglichkeiten der Sprache eingeschränkt gewesen, was Zamenhof teilweise kompensieren konnte, da bei seinen Gedichten der Sinn und nicht die Form im Vordergrund standen.
Der erste Gedichtband „Preter la vivo“ erschien 1922 und zeigte neue Wege der Esperanto-Poesie auf: Die Worte, Reime und Bilder handeln sowohl von persönlichen als auch von humanistischen Themen. Die Poesie war Baghys Metier, seine Weise, seine Gefühle in Esperanto auszudrücken originell und neuartig. Durch Verwendung assonantischer Reimformen erweiterte er auch die sprachlichen Möglichkeiten geschickt.
In seinem zweiten Band „Pilgrimo“, der 1926 erschien, kam sein Talent noch besser zur Geltung, wenn auch dieser vielleicht ein wenig zu pathetisch-romantisch daherkommt. Für seinen dritten Band „Migranta Plumo“, 1929 erschienen, suchte Baghy wieder nach anderen Formen. Im vierten und letzten Band „La vagabondo kantas“ (1933) kehrte er aber wieder zurück zur klassischen Esperanto-Sprache, um sein verseschmiederisches Talent – mit leichten Einflüssen der Ungarischen Poesie – zu vollenden.

## Novellen und Romane
In seinen Novellen „Dancu Marionetoj“ (1927), „Migranta Plumo“ und „Printempo en la Aŭtuno“ (1931) zeigte er sich klar als Kämpfer für den Frieden, teils in düsteren Farben malend, teils mit spitzer Feder.
Der erste Roman, „Viktimoj“ (1926 erschienen), beschreibt das Leben in Kriegsgefangenschaft; ist aber durch Baghys Humor und Inbrunst packend und spannend zu lesen.
Der wohl wichtigste Roman ist aber „Hura!“ (1930), der v. a. eine Satire über die menschliche Gesellschaft darstellt.
Das 1934 erschienene Werk „La teatra korbo“ enthält Erinnerungen von Baghys Kindheit an, Bekenntnisse über den Menschen und Autoren Baghy, sowie dessen Leben und Arbeit für Esperanto.

## Werke
- Arĝenta duopo, 1937, (gemeinsamer Band mit Kálmán Kalocsay)
- Aŭtuna foliaro, 1965, 1970
- Bukedo, 1922, E.R.A. 15 pĝ.
- Ĉielarko, 1966 – nach Fabeln von 12 Leuten
- Dancu, marionetoj!, 1927, Novellensammlung; 1931 Autorausgabe, 1933 Literatura Mondo
- En maskobalo – vier Einakter 1977, Ungarische Esperanto-Gemeinschaft (HEA)
- Heredaĵo 1939 La Verda Librejo, Shanghaj
- Hura! – satirischer Roman 1930; 1986 HEA
- Hurra für nichts! (deutsche Übersetzung von Hura!), 1933, Innsbruck
- Insulo de Espero, Fortsetzung von Hura!
- Koloroj, 1960, Polnische Esperanto-Gemeinschaft (PEA)
- La Teatra Korbo – Novellensammlung, 1924, 1934 Leiden
- La Vagabondo Kantas, 1933; 1937
- La verda koro – 1937 Budapest, 1937 Rotterdam, 1947 Budapest, 1947 Rotterdam, 1948 Budapest, 1954 Rotterdam, 1962 Warschau, 1965 Warschau, 1969 Verona, 1969 Helsinki, 1978 Verona, 1982 Budapest
- Le printemps en automne France 1961
- Migranta Plumo – Novelle 1923, 1929
- Nik Nek kaj Kat Jen ??
- Ora duopo 1966 Budapest (Im gemeinsamen Band mit Kálmán Kalocsay)
- Pilgrimo – Gedichtband 1926, 1991
- Preter la vivo – Gedichtband 1923, 1931 Literatura Mondo, 1991 Phönix-Verlag
- Printempo en la aŭtuno, 1931 Köln, 1932 China, 1972 Dansk Esperanto Förlag
- Sonĝe sub pomarbo – Lyrisches Theaterstück 1956 Warschau, 1958 La Laguna
- Sur sanga tero, 1933, 1991
- Verdaj Donkiĥotoj (Novellen und Sketche, mit Kurzroman), 1933 Budapest, 1996 Wien
- Viktimoj – Roman aus der Kriegsgefangenschaft 1925, 1928, 1930, 1991
- Viktimoj und Sur Sanga Tero erschienen 1971 in einem Band vereint wieder.

### Online verfügbare Werke (in Esperanto)
- Liste online lesbarer Werke
- diverse Werke